# Ælia Zenonis
Ælia Zenonis (morte en 476 ou 477) était l'épouse de l'empereur byzantin Basiliscus, frère de Vérine. Sa belle-sœur était l'épouse de l'empereur Léon Ier et la mère d'Ariadne. Sa nièce Ælia Ariadnè était l'épouse de l'empereur Zénon et mère de Léon II. Son ascendance est inconnue.

## Impératrice
Le 17 novembre 474, Léon II meurt et son père Zénon devient le seul empereur de l'Empire romain d’Orient. Le nouvel empereur n'est pas particulièrement populaire. Zénon vient d’Isaurie et est considéré comme un barbare. Le nouveau régime est ainsi accueilli avec antipathie par les habitants de Constantinople à cause des origines du nouvel empereur. Zénon attribue également des postes importants à ses camarades isauriens. En outre, la puissante aile germanique de l’armée, conduite par Théodoric Strabon, n’aime pas les officiers isauriens que Léon Ier a nommés afin de réduire la dépendance de l’armée vis-à-vis des Ostrogoths. Enfin, Zénon s’aliène le général Illus, isaurien lui aussi.
Basiliscus et Vérine profitent de la situation pour fomenter une conspiration contre l’empereur. En 475, une révolte populaire éclate dans la capitale. Le soulèvement reçoit le soutien militaire de Théodoric Strabon, du général Illus et d’Armatus, et réussit à prendre le contrôle de Constantinople. Vérine convainc son gendre de quitter la ville. Zénon s'enfuit dans ses terres natales, emmenant avec lui quelques-uns des Isauriens vivant à Constantinople ainsi que le trésor impérial. Basiliscus est proclamé auguste le 9 janvier 475.
Ælia Zenonis est proclamée augusta immédiatement après le coup d'État. Marcus, le fils aîné du nouveau couple impérial, est proclamé césar puis auguste, ce qui fait de lui le co-régent de l’empire avec son père. Basiliscus et Ælia mènent une politique qui favorise le monophysisme. Ils rétablissent tout d'abord dans leurs rôles respectifs le patriarche Timothée II d'Alexandrie et Pierre le Foulon, le premier patriarche miaphysite d'Antioche. Sur l’insistance de ce dernier, ils envoient aux évêques une circulaire les appelant à n’accepter comme valides que les trois premiers conciles œcuméniques et à rejeter le concile de Chalcédoine. Bien que la plupart des évêques orientaux se soumettent à la circulaire, le patriarche Acace de Constantinople la refuse avec le soutien de la population de la ville, et montre clairement son dédain envers Basiliscus en faisant draper de noir les icônes de la basilique Sainte-Sophie.
Selon certains passages de l’encyclopédie Souda, Ælia Zenonis aurait trouvé un amant en la personne d’Armatus, un neveu de son mari. L’historien John Bagnell Bury écrit : « Basiliscus permit à Armatus, dans la mesure où il était un parent, de fréquenter librement l'impératrice Zenonis. Leurs relations devinrent intimes, et comme ils étaient l'un et l'autre d’une beauté peu commune, ils devinrent amoureux l’un de l’autre. Ils avaient l'habitude d'échanger des regards, se tournaient afin de se sourire l’un à l’autre. La passion qu’ils devaient dissimuler aux yeux de tous ressemblait à un amour d’adolescents. Ils confièrent leurs tourments à Daniel, un eunuque, ainsi qu’à Marie, une sage-femme, qui ne pouvait guère les guérir sauf en les rassemblant. Zenonis incita alors Basiliscus à accorder à son amoureux la plus haute fonction au sein de la ville. » C’est ainsi qu'Armatus est nommé par Basiliscus magister militum, le plus haut poste de l'armée romaine. Il devint également consul en 476, en même temps que Basiliscus.

## Destitution et mort
Peu de temps après son accession au trône, Basiliscus dépêche Illus et son frère Trocundus contre Zénon, qui s'est rendu maître des forteresses d’Isaurie et a repris sa vie de chef de guerre. Basiliscus peine à accomplir les promesses faites aux deux généraux : de plus, ils reçoivent des lettres d’un important ministre de la cour, les pressant de ramener Zénon, car la cité préfère à présent un empereur isaurien restauré plutôt qu’un monophysite, dont l’impopularité augmente à cause de la rapacité fiscale de ses ministres.
Durant ses opérations en Isaurie, Zénon fait prisonnier un autre frère d’Illus, Longinus, et le fait garder dans une forteresse isaurienne. Celui-ci change de camp, parce qu’il pense pouvoir avoir une grande influence sur Zénon si ce dernier est restauré, et il marche avec lui sur Constantinople à l’été 476. Quand Basiliscus reçoit la nouvelle de ce danger, il se hâte d'abroger ses édits ecclésiastiques et de se réconcilier avec le patriarche et le peuple, mais il est déjà trop tard.
Armatus, en tant que magister militum, est envoyé en Asie Mineure avec toutes les forces disponibles pour s’opposer à l’avancée de l’armée isaurienne, mais des échanges secrets avec Zénon, qui lui promet de lui offrir le titre de magister militum à vie et de conférer le rang de césar à son fils, le conduisent à trahir son maître. Armatus évite intentionnellement la route que prend Zénon et marche sur l’Isaurie par une autre voie. Cette trahison précipite la chute de Basiliscus.
En août 476, Zénon assiège Constantinople. Le Sénat ouvre les portes de la ville à l’Isaurien, lui permettant de récupérer son trône. Basiliscus fuit et cherche refuge dans une église, mais il est trahi par Acacius. Il se rend alors de lui-même avec sa famille après avoir obtenu la promesse solennelle que leur sang ne serait pas répandu. Basiliscus, sa femme Ælia Zenonis et son fils Marcus sont envoyés dans une forteresse en Cappadoce, où Zénon les enferme dans une citerne asséchée et les laisse mourir de soif.